# IV arrondissement di Parigi
Il IV arrondissement di Parigi si trova sulla rive droite della Senna. Confina ad ovest col I arrondissement, a nord col III, a est con l'XI e XII arrondissement e a sud con la Senna ed il V arrondissement. La parte orientale dell'île de la Cité (con la cattedrale di Notre-Dame) e l'île Saint-Louis fanno parte di questo arrondissement.

## Storia
Le prime abitazioni sull'île de la Cité risalgono all'epoca dei Galli. L'estensione dell'urbanizzazione sulla riva destra della Senna, invece, non è iniziata che nel Medioevo. Dopo la fine del diciannovesimo secolo, il quartiere del Marais è diventato centro della comunità ebraica della città, soprattutto intorno a Rue des Rosiers, dove si sono sviluppate attività di ristorazione kasher e di vendita di oggetti ebraici. La comunità ebraica, dagli anni novanta, ha come "vicina di casa" la comunità omosessuale parigina - sempre più in espansione - che si è insediata nel quartiere dell'Hotel de Ville, con l'apertura di bar e locali, negozi e centri culturali.

## Dati
| Anno                        | Abitanti | Densità di popolazione (ab./km2) |
| --------------------------- | -------- | -------------------------------- |
| 1861 (picco di popolazione) | 108 520  | 67 783                           |
| 1962                        | 61 670   | 38 520                           |
| 1968                        | 54 029   | 33 747                           |
| 1975                        | 40 466   | 25 275                           |
| 1982                        | 33 990   | 21 230                           |
| 1990                        | 32 226   | 20 129                           |
| 1999                        | 30 675   | 19 160                           |
| 2006                        | 29 138   |                                  |

## Principali monumenti

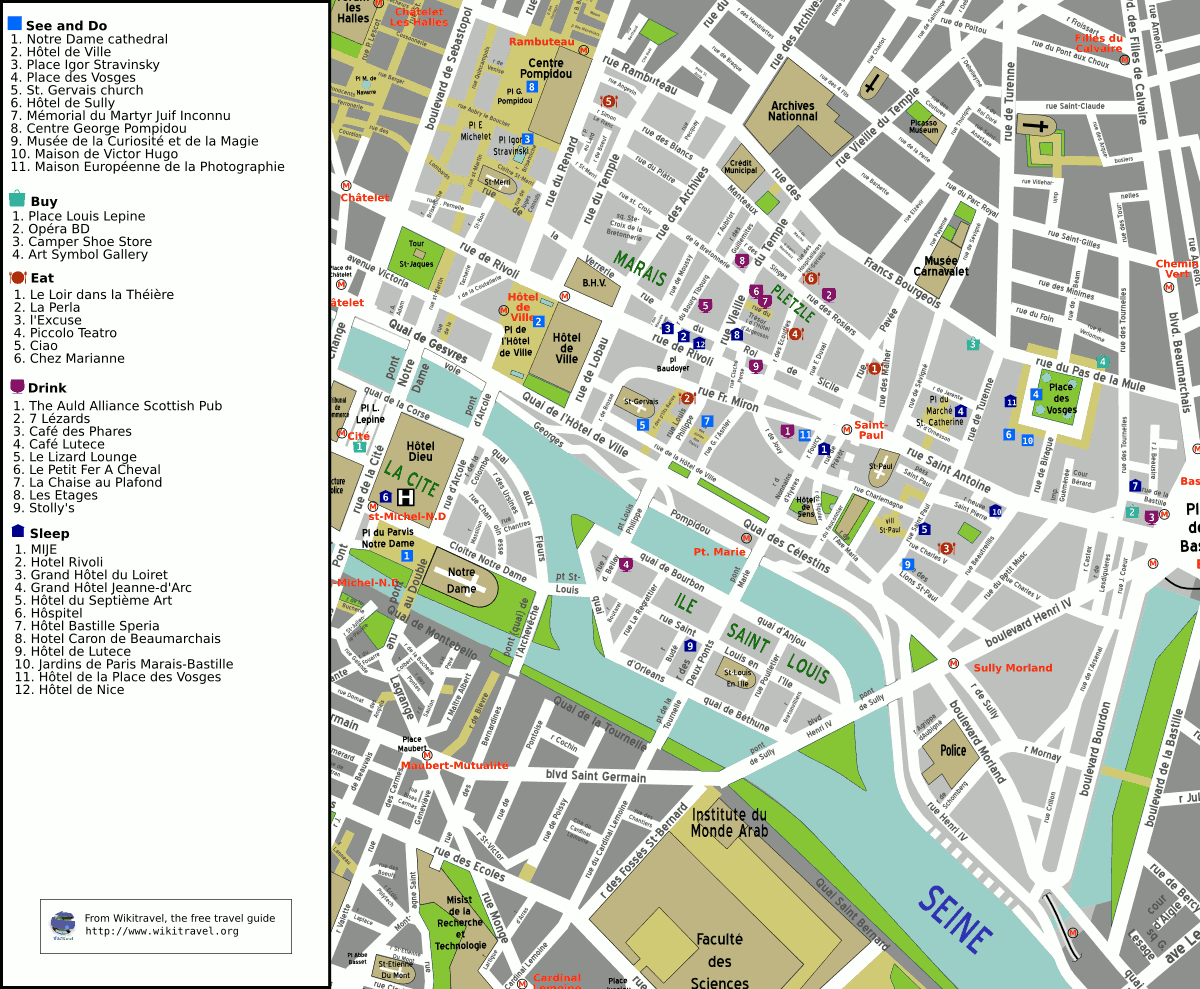
Mappa del IV arrondissement

### Edifici religiosi
- Cattedrale di Notre-Dame
- Église Saint-Paul-Saint-Louis
- Temple du Marais

### Musei e istituzioni culturali
- Bibliothèque de l'Arsenal
- Centro Georges Pompidou

### Monumenti ed edifici civili
- Colonne de Juillet in place de la Bastille
- Hôtel de Sens
- Hôtel de Sully
- Hôtel de Ville
- Hôtel-Dieu
- Tour Saint-Jacques

## Strade principali
- place de la Bastille (condivisa con l'XI e XII arrondissement)
- place de l'Hôtel-de-Ville, già place de Grève
- rue de Rivoli (condivisa con il I arrondissement)
- place des Vosges (condivisa col III arrondissement)

## Quartieri
- Quartier Saint-Merri
- Quartier Saint-Gervais
- Quartier de l'Arsenal
- Quartier Notre-Dame